# Teuta z Ilirii

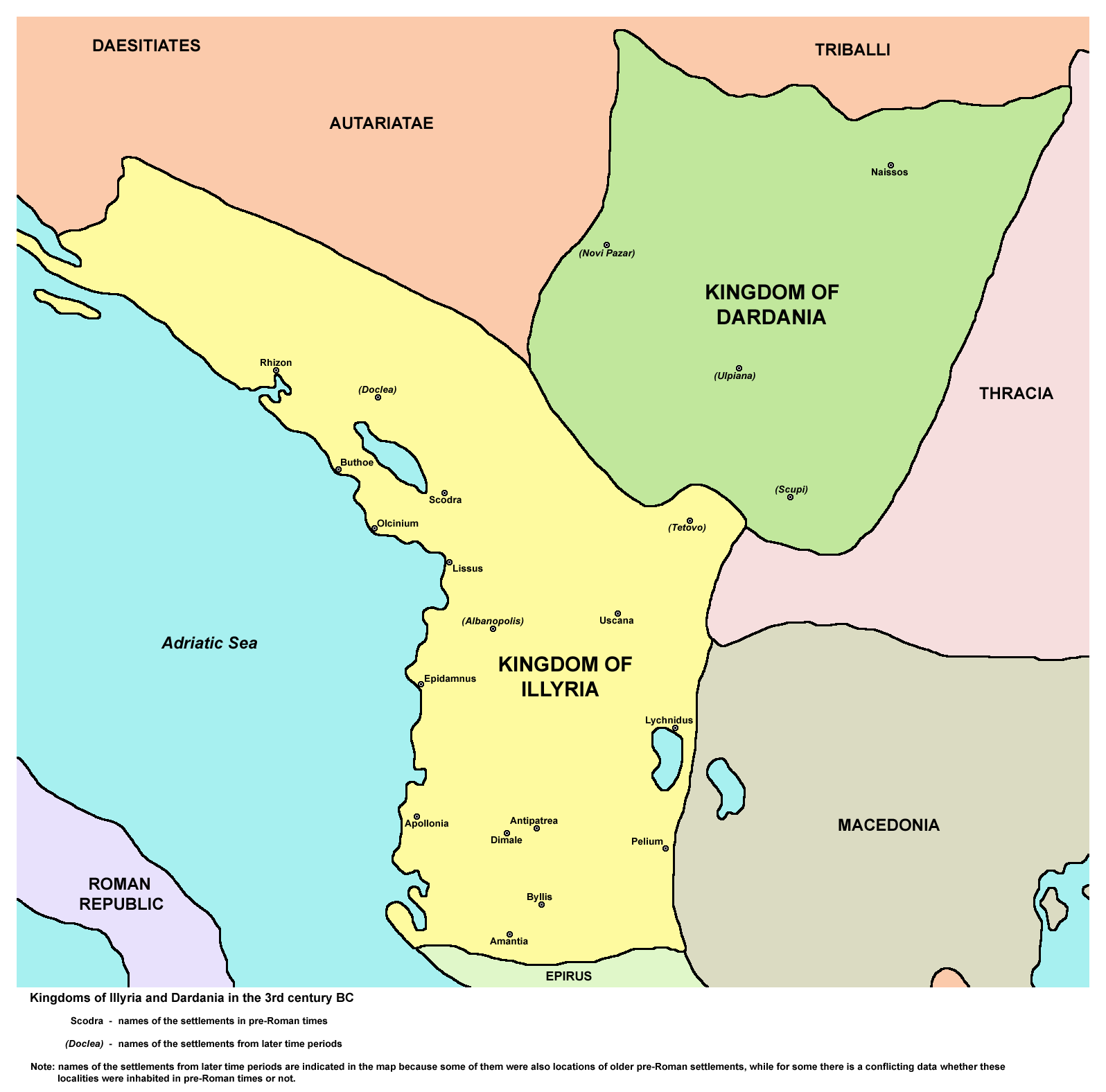
Królestwo Ilirii (kolor żółty) w czasach rządów Teuty

Teuta (gr.: Τεύτα, Teúta; III wiek p.n.e.) – druga żona króla iliryjskich Ardiajów Agrona, regentka królestwa Ardiajów w latach 230–228 p.n.e., władczyni części państwa ze stolicą w Rhizon w latach 228–217 p.n.e.

## Lata panowania
W r. 230 p.n.e. zmarł mąż Agron na zapalenie płuc z powodu nadmiernego picia alkoholu po udanej wyprawie. Pozostawił po sobie syna Pinnesa. Ponieważ był on małoletni, Teuta, jako jego macocha, przejęła władzę nad krajem oraz opiekę nad nim. Tego samego roku wysłała ekspedycję na południe, by potraktowali każde terytorium greckie jako wrogie. Ilirowie spustoszyli równiny nadbrzeżne Elidy i Messenii, w drodze powrotnej przybyli do portu Fojnike, najbogatszego miasta Epiru. Wdali się tam w knowania z ośmiuset osobową załogą celtyckich najemników, dzięki czemu zajęli miasto. Epiroci postanowili odzyskać miasto, ale bezskutecznie. Ilirowie wsparci pięciotysięczną armią pustoszyli północny Epir. Epiroci postanowili poprosić o pomoc Związek Etolski i Związek Achajski. Wówczas niespodziewanie Teuta wydała rozkaz powrotu Ilirom, bowiem postanowiła walczyć przeciwko Dardanom. Epiroci i część Akarnańczyków, znajdujących się w strefie ich wpływów, postanowili opuścić swych sojuszników i zawrzeć przymierze z Teutą, bowiem obawiali się kolejnych najazdów iliryjskich.
Ilirowie, stacjonując na wybrzeżu w okolicach Fojnike, atakowali italskie okręty handlowe. Z powodu ich działalności pirackiej, Rzym postanowił zainterweniować u niej, wysyłając posłów. Teuta odpowiedziała im, że piractwo jest zajęciem prywatnym, a władza publiczna się nim nie zajmuje. W drodze powrotnej jeden z posłów rzymskich został zamordowany, podobno na rozkaz królowej. Rzymianie postanowili zareagować. Rozpoczęli wówczas przygotowania do pierwszej wojny z Ilirią, nie starając się nawet ostrzec regentkę przed nią. Ta, nieświadoma rzymskich przygotowań do wojny, wysłała flotę, celem zdobycia Czarnej Korkyry wiosną 229 p.n.e. Część eskadry postanowiła zawinąć do Dyrrachion, by nabrać wody. Widząc okazję, wymordowała straże i prawie zagarnęła miasto. Po czym połączyła się z główną flotą, by oblegać Korkyrę. Posłowie z Dyrrachion, Apollonii i Korkyry zwrócili się o pomoc do Związku Etolskiego i Związku Achajskiego. Doszło do bitwy morskiej w pobliżu wysp Paksos, w której Ilirowie odnieśli zwycięstwo. Po czym Korkyra skapitulowała, wpuszczając iliryjski garnizon dowodzony przez Demetriusza z Faros. Potem flota iliryjska popłynęła na północ do Dyrrachion celem jej oblężenia.
W tym momencie Rzym rozpoczął swą ofensywę latem 229 p.n.e. Flota składająca się z dwustu wielkich okrętów przybyła pod Korkyrę. Demetriusz z Faros poddał się Rzymianom i ci objęli Korkyrę swą „przyjaźnią”. Później popłynęli do Apollonii, która oddała się im w opiekę. Następnym celem było oswobodzenie Dyrrachion, które oddało się w powiernictwo Rzymu. Teraz armia rzymska pomaszerowała w głąb kraju i pokonała plemiona Ardiajów, mieszkające najbardziej na południu, oraz objęła przyjaźnią Parthinów i Atintanów. W tym czasie flota płynąca na północ, po zajęciu kilku miast na wybrzeżu, uwolniła Issę od oblężenia iliryjskiego i przyjęła w swe powiernictwo. Zaś część Ilirów, wśród których znajdowała się zapewne Teuta, schroniła się w fortecy Rhizon, znajdującej się w głębi lądu.
Demetriusz z Faros, za przejście na stronę rzymską, otrzymał władzę nad Faros i kilku plemionami iliryjskimi. Jeden z konsulów pozostał na zimę w Dyrrachion celem ochrony protektoratu rzymskiego. Wiosną 228 p.n.e. Teuta postanowiła rozpocząć negocjacje z Rzymianami, po czym przyjęła ich warunki. Musiała zapłacić odszkodowanie, wycofać się, oprócz kilku okręgów w okolicach Rhizon, z Ilirii oraz nie wypływać poniżej Lissos nie więcej niż z dwoma okrętami. Rzym zaś ze swej strony uznał Pinnesa za króla okrojonego państwa Ardiajów i zaliczył go do przyjaciół ludu rzymskiego. Chcąc się w ten sposób zemścić na Ardiajach, utworzyli w tym celu buforowe państwo Demetriusza z Faros.
W r. 228 p.n.e. Teuta utraciła władzę i opiekę nad Pinnesem na rzecz Demetriusza z Faros. Została zaś władczynią w części państwa ze stolicą w Rhizon. Nie wiadomo, gdzie i kiedy zmarła, prawdopodobnie w r. 217 p.n.e.